# Brisbane Lions

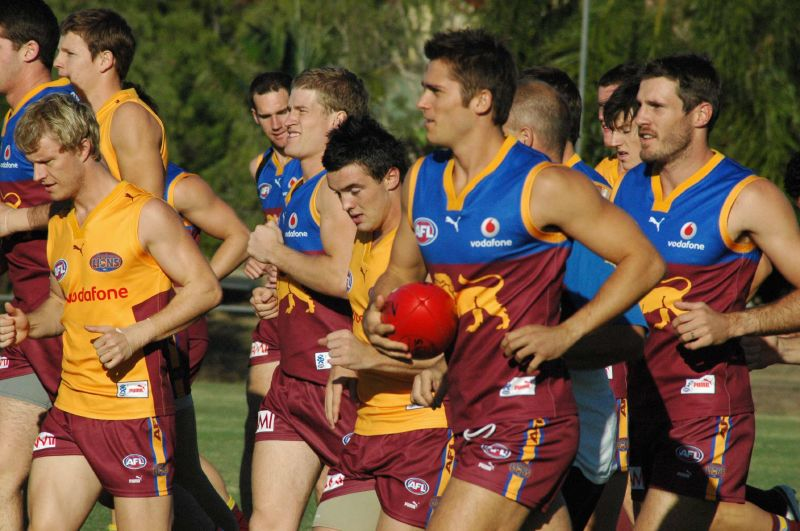
Een training van de Brisbane Lions.

De Brisbane Lions is een Australian Footballclub die speel in de Australian Football League (AFL). De club komt uit Brisbane. De club werd gevormd in 1996 uit een samenvoeging van de Fitzroy Lions en de Brisbane Bears. Samen met Geelong is het de meest succesvolle AFL club in de eenentwintigste eeuw. Ze speelden in vier opeenvolgenden AFL Grand Finals van 2001 tot 2004 waarbij ze er drie wonnen in 2001, 2002 en 2003. 

## Clublied
| Engels origineel | Nederlands vertaling |
| We are the pride of Brisbane Town, We wear maroon, blue and gold. We will always fight for victory, Like Fitzroy and Bears of old. All for one and one for all, We'll answer to the call. We're the Lions, the Brisbane Lions, We'll kick the winning score You'll hear our mighty roar! |                      |